# Comcast Corporation
Comcast Corporation is de grootste kabeltelevisiemaatschappij, de op een na grootste internetprovider en op drie na grootste telecommaatschappij in de Verenigde Staten.

## Geschiedenis
Comcast is opgericht door Ralph J. Roberts, Daniel Aaron, en Julian A. Brodsky, beide joods, in 1963. Het bedrijf was in 1969 gevestigd in Pennsylvania, onder de naam Comcast Corporation from American Cable Systems. Een voormalige werknemer zei dat de naam "Comcast" is afgeleid van "Communications" en "Broadcasting". Comcast werd in een periode van jaren grotendeels eigenaar van Comcast-Spectacor, Comcast SportsNet, E! Entertainment, Style Network, G4, Golf Channel en Versus (nu NBC Sports Network).

### Overname NBC Universal
Op 1 februari 2011 kreeg Comcast 51% van de aandelen van NBC Universal in handen, waardoor zij hoofdeigenaar werden. In het nieuwe joint venture zitten ook delen van de Comcast Programming Group en Comcast Spectator. Door deze overname waren er veel nieuwe synergy mogelijkheden. De eerdere eigenaar, General Electric (GE) hield 49% van de aandelen, maar in februari 2013 nam Comcast deze over voor US$ 16,7 miljard. NBC Universal was het resultaat van een fusie van de media activiteiten van het Franse Vivendi SA en GE in 2004.

### Mislukte overnamepoging Time Warner Cable
Na een niet succesvolle poging van Chartered Communications om Time Warner Cable (TWC) te kopen deed Comcast in februari 2014 een bod in aandelen op TWC. Het bod heeft een totale waarde van circa US$ 45 miljard. Tezamen hebben de twee kabelbedrijven 33 miljoen klanten, maar Comcast heeft al aangeboden 3 miljoen klanten af te stoten waarmee het marktaandeel net onder de 30% uitkomt. Als de toezichthouders de koop goedkeuren dan wordt de combinatie met grote voorsprong de grootste kabelmaatschappij van het land. Eind 2014 moest de overname rond zijn, maar in april 2015 maakte Comcast bekend af te zien van de overname van TWC nadat toezichthouders geen goedkeuring verleenden aan deze transactie.

### Geslaagd bod Sky
Eind september 2018 heeft Comcast, na een veiling georganiseerd door het Britse Takeover Panel, de strijd om Sky plc gewonnen. Het bod van Comcast van £17,28 per aandeel was hoger dan de £15,67 die 21st Century Fox bood. Het hele bod had een waarde van £30 miljard. In oktober 2018 had het meer dan 75% van de aandelen in handen en deed het bod gestand.

## Bezittingen
Comcasts voornaamste bezittingen is hun kabeltelevisie-service. Na de overname van NBCUniversal bezit men echter ook een breed (kabel-)zender aanbod,een filmstudio en een aandeel in Hulu.
- Xfinity (kabeltelevisie, digitale telefonie en breedband-internet)

### NBCUniversal
- Sky Limited
- NBC, NBC News en MSNBC
- CNBC
- Telemundo
- Universal Studios
- Universal Parks & Resorts
- NBC Sports Group
- NBCUniversal Cable
- Universal Networks International
- NBCUniversal Television Group
- qubo (deels eigenaar)
- iVillage
- Television without pitty
- DailyCandy
- Fandango
- International Media Distribution
- EMKA ltd.

### Comcast Spectator (66%)
- Philadelphia Flyers (NHL)
- Wells Fargo
- Flyers Skate Zone
- Ovations Food Service
- New Era Tickets
- ComcastTIX

### Comcast Interactive Media
- Fancast
- Movies.com
- Plaxo
- ThePlatform

### Comcast Programming Group
- TV One (deels eigenaar)
- FEARnet (deels eigenaar)
- Comcast Entertainment Television
- Comcast Television
- MLB Network (minderheidsbelang)
- NHL Network (minderheidsbelang)
- Xfinity 3D

### Overig
- Comcast Spotlight
- Guideworks (51%)
- TVWorks (67%)
- Midcontinental Communications (deels eigenaar)
- In Demand (deels eigenaar)